# 瑞安市安阳实验中学
瑞安市安阳实验中学是位于中国浙江省温州市瑞安市的一所公立全日制初级中学。

## 简介
瑞安市安阳实验中学建校于2001年，是一所由瑞安市教育局直辖管理，安阳新区建设管委会投资1.1亿元创办的公立全日制初级中学，学校占地60000平方米（90亩），总建筑面积35000平方米，建有400米标准的环形塑胶田径场，是一所按照省级示范中学标准建成的现代化学校。